# Новейшая история исламского сообщества России
Нове́йшая исто́рия исла́мского соо́бщества России (1989—2004)  (второе издание — Новейшая история ислама в России) — книга Р. А. Силантьева, вышедшая в 2005 году и вызвавшая неоднозначные оценки. Автором использовано большое количество первоисточников из архивов, а также материалов, полученных от встреч с мусульманами по местам. Итоговый прогноз автора о судьбе исламского сообщества в России — пессимистичен.

## Содержание
- Введение
- Краткий экскурс в досоветскую и советскую историю исламского сообщества России
- Часть 1. Общая новейшая история исламского сообщества России
  - Глава 1. Начало раскола
  - Глава 2. Углубление раскола
  - Глава 3. Стабилизация раскола
  - Глава 4. Трансформация раскола
  - Мусульманские лидеры о расколе
  - Хронология важнейших событий, произошедших в жизни исламского сообщества России с 1989 по 2004 год
- Часть 2. Предпосылки раскола исламского сообщества России
  - Глава 1. Личностные предпосылки
  - Глава 2. Этнические предпосылки
  - Глава 3. Политические предпосылки
  - Глава 4. Финансовые предпосылки
  - Глава 5. Религиозные предпосылки
- Заключение

## Основное направление критики в книге
- Отсутствие внятной государственной политики по отношению к исламу, что привело ко всё более углубляющемуся кризису и хаосу в российской умме.
- Отсутствие по-настоящему авторитетных лидеров в исламе, способных контролировать ситуацию. Прежние лидеры свергнуты или деморализованы благодаря интригам соратников. Засилье самозванцев.
- Отсутствие образованных кадров, способных духовно наставлять общины. Незнание основ исламской религии муллами. Отсутствие в России образовательных исламских учреждений необходимой квалификации.
- Финансовая подпитка экстремистских исламских лидеров из-за рубежа, их стремление к насаждению и распространению своего влияния на умы российских мусульман. Популяризация идей ваххабизма.

## Хронология событий
- 15 ноября 2005 — Межрелигиозный совет России (МСР) презентовал книгу исполнительного секретаря МСР, сотрудника Отдела внешних церковных связей Московской патриархии Р. А. Силантьева «Новейшая история исламского сообщества России». В книге, в частности, утверждается, что из 14,5 млн российских «этнических мусульман» ислам исповедует не более 10 млн, так как 2 млн являются христианами и 2,5 млн — неверующими.
- 1 декабря 2005 Совет муфтиев России (СМР) заявил о своём возможном выходе из Межрелигиозного совета России (МСР) в знак протеста против публикации книги.
- 2 декабря в заявлении Службы коммуникаций Отдела внешних церковных связей (ОВЦС) Московской патриархии сообщается, что данная книга не является позицией Русской Православной Церкви в отношении ислама. Сам Силантьев выразил сожаление по поводу конфликта и попросил принять его отставку с поста исполнительного секретаря МСР. Федерация еврейских общин России (ФЕОР) поддержала требование Совета муфтиев о созыве внеочередного заседания Межрелигиозного совета и предложила провести независимую экспертизу книги.
- 2 декабря Координационный центр мусульман Северного Кавказа заявил, что публикация книги не может служить поводом для выхода из МСР.
- 2 декабря Исламская правозащитная организация «Аль-Хак» заявила, что публикация книги не может служить поводом для выхода из МСР. «Силантьев — человек грамотный, образованный. Он не исламофоб», — заявил руководитель «Аль-Хака» К.Каландаров.
- 4 декабря Р. А. Силантьев заявил, что его книга преследует чисто научные цели и перед публикацией была одобрена рядом мусульманских богословов.
- 20 декабря Р. А. Силантьев был освобождён от занимаемой должности. Конфликт на этом не завершён: Совет муфтиев России настаивает, чтобы его уволили и из Московской патриархии.

## Отзывы о книге

### Положительные
На презентации в Паломническом Центре Московского Патриархата книга получила положительные оценки со стороны таких учёных, как этнолог и религиовед, сотрудник Института этнологии РАН П. И. Пучков; социолог религии и религиовед, старший научный сотрудник Института востоковедения РАН С. Б. Филатов; профессор Дипломатической академии И. Н. Панарин. Также были получены одобрительные отзывы от заместителя председателя ОВЦС МП протоиерея В. А. Чаплина, председателя Конгресса еврейских религиозных организаций и объединений в России раввина З. Л. Когана, кроме того, высокую оценку книга получила и от представителей «исламского сообщества» — муфтия Мухаммедагали Хузина и Фарида Салмана.
Верховный муфтий Центрального духовного управления мусульман России Талгат Таджуддин в своём письме на имя Патриарха Алексия II высоко отозвался о книге Силантьева «Новейшая история исламского сообщества России»:

Прежде всего хотелось бы отметить, что монографию «Новейшая история исламского сообщества России» характеризует апологетический подход к традиционному исламу, солидная и детально проработанная фактологическая база, потребовавшая кропотливых и целенаправленных усилий по её сбору и систематизации. Проделанная автором работа выгодно отличается как стремлением к минимизации авторских оценок, так и отсутствием субъективизма в целом, что немаловажно.

Младший научный сотрудник отдела современной истории и социально-политических проблем стран ЦЮВЕ Института славяноведения РАН Г. Н. Энгельгардт также положительно отозвался об этой работе:

Несомненным достоинством монографии Силантьева является выявление, обобщение и ввод в научный оборот обширного корпуса источников по истории исламских структур России. В особенности это касается как документов российских духовных управлений мусульман и малотиражной региональной исламской прессы, так и материалов российского исламского интернета.

Исламовед А. Б. Юнусова указала, что «Силантьев сделал добротную хронику, надо отдать ему должное. Очень хорошая книга». Также она заметила, что «Это скорее не исследование, а тщательная описательная хроника, хотя такой фактаж нужен, безусловно. Может быть, он (Р.Силантьев) при очередном издании своей книги внесет какие-то коррективы, может быть, больше остановится на аналитике. Чем больше исследований, тем лучше». Юнусова выразила надежду, что вытор «в свою очередь извлёк уроки» и в будущем будет «поаккуратнее обращаться с тем материалом, какой у него в руках».

### Отрицательные
Совет муфтиев России официально обвинил Силантьева в искажении фактов в его книгах об исламе:

Силантьев опубликовал от своего имени, впрямую ассоциируемого с должностью Исполнительного секретаря МСР и сотрудника ОВЦС Московского патриархата, своего рода дайджест «желтой прессы»: различные слухи и сплетни, а также собственные домыслы, представляющие собой попытку очернить священнослужителей и руководителей почти всех религиозных центров традиционного ислама России.

Философ и востоковед Ю. Г. Петраш о книге высказался следующим образом:

И самое парадоксальное во всем его стремительном беге по карьерной тропе, это то, что он стал «известным исламоведом» в России… Ну-те! Это по каким же таким заслугам перед одной из труднейших наук – исламоведением? По его крикливым и мелкотравчатым опусам? Особенно по его «Новейшей истории исламского сообщества России»? 
Позвольте, с каких это пор книга, содержание которой не выдерживает научных критериев, может претендовать на научность, а её автор считается «известным»? Впрочем, может, как Дон Кихот, он сражается с ветряными мельницами на звание рыцаря. И наш Роман Силантьев, извините, «рыцарь печального невежества».

## Библиографическое описание
- Силантьев Р. А. Новейшая история исламского сообщества России (1989—2004). — М.: Ихтиос, 2005. — 623 с. — ISBN 5-8402-0104-9.
- Силантьев Р. А. Новейшая история ислама в России. — М.: Эксмо, 2007. — 576 с. — 3000 экз. — ISBN 5-9265-0322-1.
- Силантьев Р. А. Новейшая история ислама в России. — М.: Алгоритм, 2007. — 576 с. — 4000 экз. — ISBN 978-5-9265-0322-4.